# Дев’яте життя Луї Дракса
«Дев'яте життя Луїса Дракса» — надприродний фантастичний трилер 2016 року режисера Александра Ажа з Джеймі Дорнаном, Сарою Гадон, Ейденом Лонгвортом, Олівером Платтом, Моллі Паркер, Джуліаном Водгемом, Джейн Мак-Грегор, Барбарою Герші та Аароном Полом у головних ролях. Сценарій написав Макс Мінгелла на основі однойменного роману-бестселера Ліз Дженсен 2004 року.
Фільм вийшов у прокат у США та Великій Британії 2 вересня 2016 року компанією Summit Premiere та Soda Pictures. В Україні фільм демонструвався з 29 вересня 2016 року.

## Сюжет
9-річний хлопчик Луїс Дракс розповідає про серію майже смертельних нещасних випадків, останнім з яких було підозріле падіння зі скелі. Через серію флешбеків показано сеанси Луїса з психіатром лікарем Пересом. Додаткові спогади показують напружені стосунки між батьками Луїса, Пітером і Наталі. Незважаючи на те, що Перес пообіцяв, що все, що йому розповів Луїс, буде конфіденційним, він розповідає Наталі про свої занепокоєння, через що вона припиняє сеанси.
Сюжет повертається до сьогодення. Лікар, який оглядає Луїса після останньої аварії, констатує його смерть. Однак після того, як Луїса транспортують до моргу, він раптово прокидається і потрапляє в реанімацію в комі. Пітер, який зник, одразу стає головним підозрюваним у можливому замаху на вбивство Луїса. Випадок Луїса привертає увагу лакіря Аллана Паскаля, якого призначають відповідальним за лікування Луїса. Незважаючи на те, що Аллан одружений, він і Наталі переживають взаємний потяг, і він цілує її одного разу, коли вони разом гуляють.
Наталі та Аллан отримують листи з погрозами, в яких їм наказують триматися подалі один від одного, причому автором цих листів є сам Луїс. Далтон, провідний слідчий у справі Луї, вважає, що листи були написані Пітером. Далтон попереджає Аллана не зв'язуватися з Наталі, кажучи йому, що Пітер не є справжнім батьком Луї, і в один момент Наталі спробувала віддати Луї на усиновлення. Наталі зізнається Аллану, що Луї був результатом зґвалтування, і, незважаючи на попередження Далтона, вони з Алланом займаються сексом.
Луїса відвідує в лікарні його бабуся Вайолет, яка помічає стосунки Аллана та Наталі. Вона попереджає Аллана, що Наталі нестабільна та маніпулятивна. Далтон раптово входить, повідомляючи Вайолет і Аллану, що тіло Пітера було знайдено на дні скелі, яке там пролежали декілька днів.
Поки все вищезазначене відбувається, Луїс продовжує розповідати. У певні моменти його відвідує таємнича істота, вкрита водоростями. Луїс відвідує істоту в печері, і з'ясовується, що Луї є проявом Пітера, якого знайшли мертвим у печері, вкритій водоростями.
Одного разу, коли Аллан прокинувся від сну, інший лікар сказав Аллану, що він не тільки зайшов уві сні, але й виписав Наталі рецепт на небезпечні дози інсуліну та хлороформу . Цей факт, у поєднанні з іншими снами Аллана та підозрілими листами, змушує Аллана повірити, що поки він спить, Луї якимось чином контролює його та його дії. Аллан повідомляє лікарю Пересу, який підключає Аллана до ЕКГ і вдається напряму спілкуватися з Луїсом за допомогою розуму та голосу Аллана.
Луїс розповідає, що трапилося під час пікніка: Наталі намагається дати Луїсу цукерки, але відмовляється дозволити Пітеру їх їсти, що викликає у Пітера підозри та призводить до бійки. Луї тікає до краю скелі, тоді як Наталі та Пітер переслідують його і починають битися, яка закінчується тим, що Наталі штовхає Пітера зі скелі, де той розбивається. Луїс бачить це і самостійно йде з краю скелі, намагаючись покінчити життя самогубством.
У цей момент серцебиття Луї раптово зупиняється, і Аллан прокидається. У той час як Аллан намагається оживити його за допомогою дефібрилятора, показано, що Наталі відповідальна за «нещасні випадки» Луїса, отруївши його цукерками, вразивши його електричним струмом, коли він був біля розетки, і задушила його подушкою. Аллану вдається перезапустити серце Луїса, поки Наталі спостерігає за цим.
Через деякий час Аллан після розлуки з дружиною повертається. Він відвідує Наталі, яку помістили в психіатричне відділення під наглядом лікаря Переса. Перес пояснює Аллану, що він діагностував у Наталі синдром Мюнхгаузена, нав'язаний іншому. Показано, що Наталі зараз вагітна, ймовірно, дитиною Аллана.
У фінальній розповіді Луї розмірковує про те, чи погано бути вічно в комі, оскільки це дозволяє йому залишатися з батьком. Проте голос Пітера говорить Луїсу, що світ прекрасний і йому потрібно вирости та жити своїм життям. Луїс прокидається від коми, і фільм закінчується.

## У ролях
- Джеймі Дорнан — лікар Аллан Паскаль
- Сара Гадон — Наталі Дракс
- Аарон Пол — Пітер Дракс
- Ейден Лонгворт — Луї Дракс
- Олівер Платт — лікар Перес
- Моллі Паркер — Далтон
- Джуліан Водхем — лікар Янек
- Джейн МакГрегор — Софі
- Барбара Герші — Вайолет

## Виробництво
Ентоні Мінгелла спочатку мав намір адаптувати та зрежисувати екранізацію роману, і отримав права на нього ще до того, як він був опублікований у 2004 році. Мінгелла помер у 2008 році. У серпні 2014 року було оголошено, що фільм буде знятий все одно: син Ентоні Мінгелли Макс Мінгелла адаптував роман у сценарій, Джеймі Дорнан увійшов до акторського складу, Олександр Аджа став режисером, а Мінгелла та Тім Брікнелл виступили продюсерами у складі Antcolony Films. У вересні 2014 року до акторського складу фільму приєдналися Аарон Пол, Сара Гадон, Олівер Платт, Моллі Паркер, Барбара Герші та Ейден Лонгворт.

## Реліз
У травні 2016 року Soda Pictures придбала права на розповсюдження фільму у Великій Британії. У червні 2016 року компанія Summit Entertainment придбала права на розповсюдження фільму та призначила обмежений випуск фільму 2 вересня 2016 року. У Великій Британії фільм вийшов 2 вересня 2016 року. В Україні фільм демонструвався з 29 вересня 2016 року.

## Реакція
На сайті Rotten Tomatoes фільм отримав рейтинг 38 % на основі 65 рецензій із середньою оцінкою 5,15/10. Критичний консенсус сайту гласить: «Дев'яте життя Луїса Дракса інтригуюче та візуально переконливе, але його розрізнені частини ніколи не сплітаються в одне ціле». На Metacritic фільм отримав 41 бал зі 100 на основі 20 рецензій, що означає «змішані або середні рецензії».